# Accord de trois notes
En harmonie tonale, un accord de trois notes (un accord de trois sons ou une triade) est un accord formé :
- d'une fondamentale ;
- d'une tierce, qui peut être mineure (trois demi-tons) ou majeure (quatre demi-tons) ;
- et d'une quinte, qui peut être diminuée (six demi-tons), juste (sept demi-tons) ou augmentée (huit demi-tons).

Ces trois notes forment aussi un empilement de tierces.
On peut dire également un accord de quinte, plus particulièrement quand il est à l'état fondamental.

## Quatre espèces de triades
La tierce d'une triade peut être majeure ou mineure. Sa quinte peut être juste — on dit alors qu'on a affaire à un accord parfait —, mais également diminuée ou augmentée.
On classe les triades en fonction de leur quinte et, lorsque celle-ci est juste, de la tierce. On obtient respectivement :
| Espèce     | Nom                        | Triade                                             | Exemple avec des accords en do | Exemple avec des accords en do                                                                                            | Exemple avec des accords en do |
| Espèce     | Nom                        | Triade                                             | Nom                            | Notes | Sur piano                      |
| ---------- | -------------------------- | -------------------------------------------------- | ------------------------------ | --- | ------------------------------ |
| 1re espèce | accord parfait majeur      | * Fondamentale * tierce majeure * quinte juste     | Do majeur noté Do ou C.        | do, mi, sol La lecture audio n'est pas prise en charge dans votre navigateur. Vous pouvez télécharger le fichier audio.   |                                |
| 2e espèce  | accord parfait mineur      | * Fondamentale * tierce mineure * quinte juste     | Do mineur Noté Do m ou Cm      | do, mi♭, sol La lecture audio n'est pas prise en charge dans votre navigateur. Vous pouvez télécharger le fichier audio.  |                                |
| 3e espèce  | Accord de quinte diminuée  | * Fondamentale * tierce mineure * quinte diminuée  | Do diminué Noté Do dim ou Cdim | do, mi♭, sol♭ La lecture audio n'est pas prise en charge dans votre navigateur. Vous pouvez télécharger le fichier audio. |                                |
| 4e espèce  | Accord de quinte augmentée | * Fondamentale * tierce majeure * quinte augmentée | Do augmenté Noté Do aug, C aug | do, mi, sol♯ La lecture audio n'est pas prise en charge dans votre navigateur. Vous pouvez télécharger le fichier audio.  |                                |

## Triades des sept degrés des deux modes
- La gamme majeure contient trois espèces de l'accord de quinte (pas d'accord de quinte augmentée) :

1. l'accord parfait majeur, sur les Ier, IVe et Ve degrés ;
2. l'accord parfait mineur, sur les IIe, IIIe et VIe degrés ;
3. l'accord de quinte diminuée, sur le VIIe degré.

- La gamme mineure harmonique contient les quatre espèces de l'accord de quinte :

1. l'accord parfait majeur, sur les Ve et VIe degrés ;
2. l'accord parfait mineur, sur les Ier et IVe degrés ;
3. l'accord de quinte diminuée, sur les IIe et VIIe degrés ;
4. l'accord de quinte augmentée, sur le IIIe degré.

- Exemples, en do majeur et do mineur :

- Un même accord de l'une des trois premières espèces, peut donc appartenir à plusieurs gammes différentes.

1. Un accord parfait majeur peut appartenir à cinq gammes différentes.
2. Un accord parfait mineur peut appartenir à cinq gammes différentes.
3. Un accord de quinte diminuée peut appartenir à trois gammes différentes.
4. Un accord de quinte augmentée ne peut appartenir qu'à une seule gamme.
Par exemple, l'accord parfait majeur do mi sol, peut être : Ier degré de la gamme de do majeur, Ve degré de la gamme de fa majeur, Ve degré de la gamme de fa mineur, IVe degré de la gamme de sol majeur, et VIe degré de la gamme de mi mineur.

## Triades étudiées dans le présent article
Le VIIe degré des deux modes étant considéré comme un « mauvais » degré — la sensible ne pouvant être fondamentale d'un accord, mis à part dans le cas particulier des marches —, la triade formée sur celui-ci doit être considérée comme un accord de dominante sans fondamentale. Son étude sera par conséquent abordée dans l'article consacré aux accords de quatre notes.
Rappelons toutefois que le septième degré du mode mineur, lorsque celui-ci est une sous-tonique — et non plus la sensible —, peut à la rigueur être note réelle d'un accord : ce dernier sera généralement employé comme accord de passage.
Par ailleurs, l'accord de quinte augmentée situé sur le IIIe degré du mode mineur sera étudié dans l'article consacré aux accords altérés.
En conséquence, le présent article sera exclusivement consacré aux trois espèces suivantes : l'accord parfait majeur, l'accord parfait mineur, et l'accord de quinte diminuée situé sur le IIe degré du mode mineur, chacune de ces espèces étant étudiée dans ses trois états respectifs, à savoir :
- l'accord de quinte fondamental, ou triade fondamentale, ou accord de trois notes fondamental, ou accord de trois sons fondamental ;
- l'accord de sixte, ou premier renversement de l'accord de trois notes ;
- l'accord de quarte et sixte, ou deuxième renversement de l'accord de trois notes.

Les accords parfaits majeur et mineur, fondamentaux ou à l'état de 1er renversement, sont les seuls accords stables, à l'exception toutefois de celui placé sur la dominante qui peut être considéré comme un accord attractif à cause de la présence de la sensible. Le domaine et l'étude des seuls accords stables est souvent appelée : « harmonie consonante ».

## Rôle stratégique des triades
Tous les états des accords utilisables dans les deux modes ne sont pas nécessairement employés en tant qu'accords stratégiques.
- Dans les exemples suivants, les divers accords sont signalés ainsi :
* = accords pouvant toujours être employés en tant qu'accords stratégiques ;
PA = accords exclusivement employés comme accords de passage ;
PR = accords devant être de préférence employés comme accords préparatoires, faute de quoi, ils ne peuvent être employés que comme accords de passage ;
NA = accords devant être de préférence introduits par enchaînement naturel — par pas de quarte ou quinte justes, donc —, faute de quoi, ils ne peuvent être eux aussi, employés que comme accords de passage.